# Beaune (Costa d'Or)
Beaune (i Beuna antigament en català) és un municipi francès al departament de Costa d'Or (regió de Borgonya - Franc Comtat). El 2019 tenia 20.551 habitants.
És el centre d'una àrea productora de vi. La ciutat, de forma circular, és envoltada d'antigues muralles. Sobresurt l'hospici del segle xv, actualment musée de l'Hôtel-Dieu, que conté el políptic del Judici universal de Rogier van der Weyden, que pintà aproximadament l'any 1445, i l'església de Notre-Dame del segle xii, un dels millors edificis romànics de la Borgonya.
En temps medieval el vi de Beuna, extret d'un cep cultivat a l'Aragó, era molt estimat.